# Dmytro Bahalij
Dmytro Iwanowycz Bahalij (ukr. Дмитро Іванович Багалій, ur. 7 listopada 1857 w Kijowie, zm. 9 lutego 1932 w Charkowie) – ukraiński historyk i badacz kultury ukraińskiej.

## Życiorys
Urodził się w rodzinie drobnego rzemieślnika. Uczył się w szkole parafialnej, później ukończył ze złotym medalem gimnazjum w Kijowie, 1876-1880 studiował na Wydziale Historyczno-Filologicznym Uniwersytetu Kijowskiego, w 1882 obronił pracę dyplomową, później pracował jako wykładowca katedry historii Rosji, w 1883 wstąpił do Charkowskiego Towarzystwa Historyczno-Filologicznego. W 1887 został doktorem i profesorem nadzwyczajnym, a w 1889 profesorem zwyczajnym. Od 3 października 1906 do listopada 1911 był rektorem Uniwersytetu Charkowskiego. Wniósł znaczny wkład w założenie muzeów etnograficznych i muzeów sztuki przy Charkowskim Towarzystwie Historyczno-Filologicznym, prowadził również prace archeologiczne, był członkiem Imperatorskiego Moskiewskiego Towarzystwa Archeologicznego. W 1919 został akademikiem Ukraińskiej Akademii Nauk (której był współtwórcą), 1921-1927 był profesorem historii Ukrainy w Charkowskim Instytucie Edukacji Narodowej Pisał prace historyczne i poświęcone kulturze ukraińskiej, m.in. o Hryhoriju Skoworodzie, Ołeksandrze Potebni, Iwanie France i Tarasie Szewczence; jego ważniejsze dzieła to Dekabrysty na Ukrajini z 1926, T.H. Szewczenko i selany w perekazach i istorycznij dijsnosti z 1928. Był jednym z najwybitniejszych ukraińskich historyków, autorem ponad 400 publikacji.